# Kabinett Straujuma I
Das Kabinett Straujuma I war eine lettische Regierung, die aufgrund der Demission des Vorgängerkabinetts Dombrovskis III zustande kam, am 22. Januar 2014 von der Saeima bestätigt wurde und übergangsweise bis zur Parlamentswahl am 4. Oktober 2014 im Amt war. Die Ministerpräsidentin Laimdota Straujuma war dabei die erste Frau in diesem Amt. Die Regierungsparteien waren dieselben wie im Vorgängerkabinett zuzüglich des Bündnisses der Grünen und Bauern.

## Regierungskabinett
| Ressort                              | Bild                   | Name                                | Partei | Partei |
| ------------------------------------ | ---------------------- | ----------------------------------- | ------ | ------ |
| Ministerpräsidentin                  | Laimdota Straujuma     | Laimdota Straujuma                  |        | V      |
| Verteidigung                         | Raimonds Vējonis       | Raimonds Vējonis                    |        | ZZS    |
| Auswärtiges                          | Edgars Rinkēvičs       | Edgars Rinkēvičs                    |        | RP     |
| Wirtschaft                           | Vjačeslavs Dombrovskis | Vjačeslavs Dombrovskis              |        | RP     |
| Finanzen                             | Andris Vilks           | Andris Vilks                        |        | V      |
| Inneres                              | Rihards Kozlovskis     | Rihards Kozlovskis                  |        | RP     |
| Bildung und Wissenschaft             | Ina Druviete           | Ina Druviete                        |        | V      |
| Kultur                               | Dace Melbārde          | Dace Melbārde                       |        | NA     |
| Soziales                             | Uldis Augulis          | Uldis Augulis                       |        | ZZS    |
| Verkehr                              | Anrijs Matīss          | Anrijs Matīss                       |        | V      |
| Justiz                               | Baiba Broka            | Baiba Broka bis Juli 2014           |        | NA     |
| Justiz                               | Gaidis Bērziņš         | Gaidis Bērziņš seit 22. August 2014 |        | NA     |
| Gesundheit                           | Ingrīda Circene        | Ingrīda Circene bis 10. Juli 2014   |        | V      |
| Umweltschutz und Regionalentwicklung | Einārs Cilinskis       | Einārs Cilinskis bis 14. März 2014  |        | NA     |
| Umweltschutz und Regionalentwicklung | Romāns Naudiņš         | Romāns Naudiņš seit 27. März 2014   |        | NA     |
| Landwirtschaft                       | Jānis Dūklavs          | Jānis Dūklavs                       |        | ZZS    |

## Koalitionsparteien
|  | Partei                                                             |
|  | ------------------------------------------------------------------ |
|  | Vienotība                                                          |
|  | Reformu partija                                                    |
|  | Nacionālā apvienība „Visu Latvijai!“ – „Tēvzemei un Brīvībai/LNNK“ |
|  | Zaļo un Zemnieku savienība                                         |